# Пламен Шуликов
Пламен Димитров Шуликов е български културолог и литературен историк, професор в Шуменския университет.

## Биография
Роден е през 1959 г. във Варна. Завършва Висшия педагогически институт в Шумен (1983).
От 1985 до 1989 г. е редовен аспирант по „Теория на литературата“ в Катедрата по теория на литературата към Московския държавен университет „М. В. Ломоносов“. Доктор по филология (1989) с тема на дисертацията „Сюжет в системе исторической поэтики“.
Асистент по Руска класическа литература (1984), старши асистент в катедра Методика на филологическите дисциплини (1989), главен асистент по Методика на литературното образование (1994), доцент (2011) и професор (2017) в катедра Журналистика и масови комуникации в Шуменския университет „Епископ Константин Преславски“. Води занятия по „Pуска класическа литература“, „Българска литература от Освобождението до Първата световна война“, „Историческа поетика“, „Методика на литературата“, „Реторика“, „Хоспетиране“ и видеопрактика. Към катедра „Журналистика и масови комуникации“ има часове по „Реторика на рекламата“, „Основи на рекламата“ и „Рекламата като език на културата“.
Пламен Шуликов е баща на две деца – Димитър Шуликов, роден през 1981 г., и Ирина Шуликова, родена през 1988 г.

## Публикации[3]

### Монографии
- „Паралитературата: социология, текстология, медиатори“ (в съавторство с Евдокия Борисова и Яни Милчаков). Велико Търново, Изд. „Фабер“, 2009, 230 с. (ISBN 978-954-400-149-0)[4]
- „Поетика и психография“. Велико Търново, Изд. „Фабер“, 2010, 238 с.
- „Изкуство и реклама. Промишлен канон и културен брандинг. Формиране на родния nobrow през 20-те и 30-те години на ХХ век“. Варна: „Словесност“, 2011.[5]
- „Semat anagnontos. Разпознаване, познание, медии“. Шумен: Шуменски университет „Еп. Константин Преславски“, 2016.
- „Иван Пейчев. Стилистика на веридикцията“. Велико Търново: Фабер, 2016, 184 с. ISBN 978-619-00-0531-5

### Съставителство и редакция
- „Удивителната фотография и удивителният XIX век. Учебно помагало“. Велико Търново: Фабер, 2016, 182 с. ISBN 978-619-00-0532-2

### Поеми
- „Quintaptih“. София, Университетско издателство „Св. Кл. Охридски“, 2013, 60 с. ISBN 978-854-07-3502-3